# Flur Verlag
Der Flur Verlag wurde 2023 von der Romanistin und Literaturübersetzerin Alexandra Beilharz in Heidelberg gegründet. Der Flur Verlag ist ein unabhängiger Buchverlag und Vollmitglied im Börsenverein des Deutschen Buchhandels.

## Programm
Den Verlagsschwerpunkt bilden vergessene Klassiker der französischen Literatur, anspruchsvolle Phantastik, außerdem Essay, Lyrik und Sachbuch. Die Bücher werden bei Beltz in Bad Langensalza gedruckt.
Der Flur Verlag stellt seit seiner Gründung regelmäßig bei den Buchmessen in Leipzig und Frankfurt aus. Er ist zusätzlich bei regionalen Buchmessen präsent: 
2024: (1.) Baden-Württembergische Literaturtage Ladenburg; (2.) Verlagsvorstellung bei der Französischen Woche Heidelberg; (3.) Buchmesse Schwetzingen.

## Verlegte Werke
- Eberhard Hilscher: Rendezvous der Träumer, Narren und Verliebten. Erzählungen. Hrsg. und mit einem Nachwort von Volker Oesterreich. 2025, 256 S., ISBN 978-3-98965-102-9
- Charles Nodier: Jean Sbogar. Ein romantischer Räuberroman. – (Erste vollständige Ausgabe in deutscher Sprache, mit einem bisher unveröffentlichten Vorwort des Autors).[1] 2024, 248 S., ISBN 978-3-98965-101-2
- Rachilde: Nein, ich bin keine Feministin. Essay (1928). Mit einem Vorwort von Barbara Vinken.[2][3][4] 2024, 136 S., ISBN 978-3-98965-201-9
- Jean de Palacio: Das Porträt. Roman. 2024, 136 S., ISBN 978-3-98965-100-5
- Kiev Stingl: Mein Collier um Deinen Hals. Gedankensplitter.[5] 2024, 64 S., ISBN 978-3-98965-200-2
- Ludwigshafen am Rhein – eine unterschätzte Stadt. 2023, 256 S., ISBN 978-3-98965-001-5 – Zu diesem Titel erschienen Rezensionen in der Rhein-Neckar-Zeitung, im Mannheimer Morgen, in der Rheinpfalz sowie ein TV-Beitrag in der Landesschau Rheinland-Pfalz.[6]